# Hood Aerodrome
Port lotniczy Hood (IATA: MRO, ICAO: NZMS) – port lotniczy położony w Masterton, w Nowej Zelandii.